# Бракка
Бракка (італ. Bracca) — муніципалітет в Італії, у регіоні Ломбардія, провінція Бергамо.
Бракка розташована на відстані близько 490 км на північний захід від Рима, 60 км на північний схід від Мілана, 14 км на північ від Бергамо.
Населення — 730 осіб (2014).
Щорічний фестиваль відбувається 30 листопада. Покровитель — Андрій Первозваний.

## Демографія

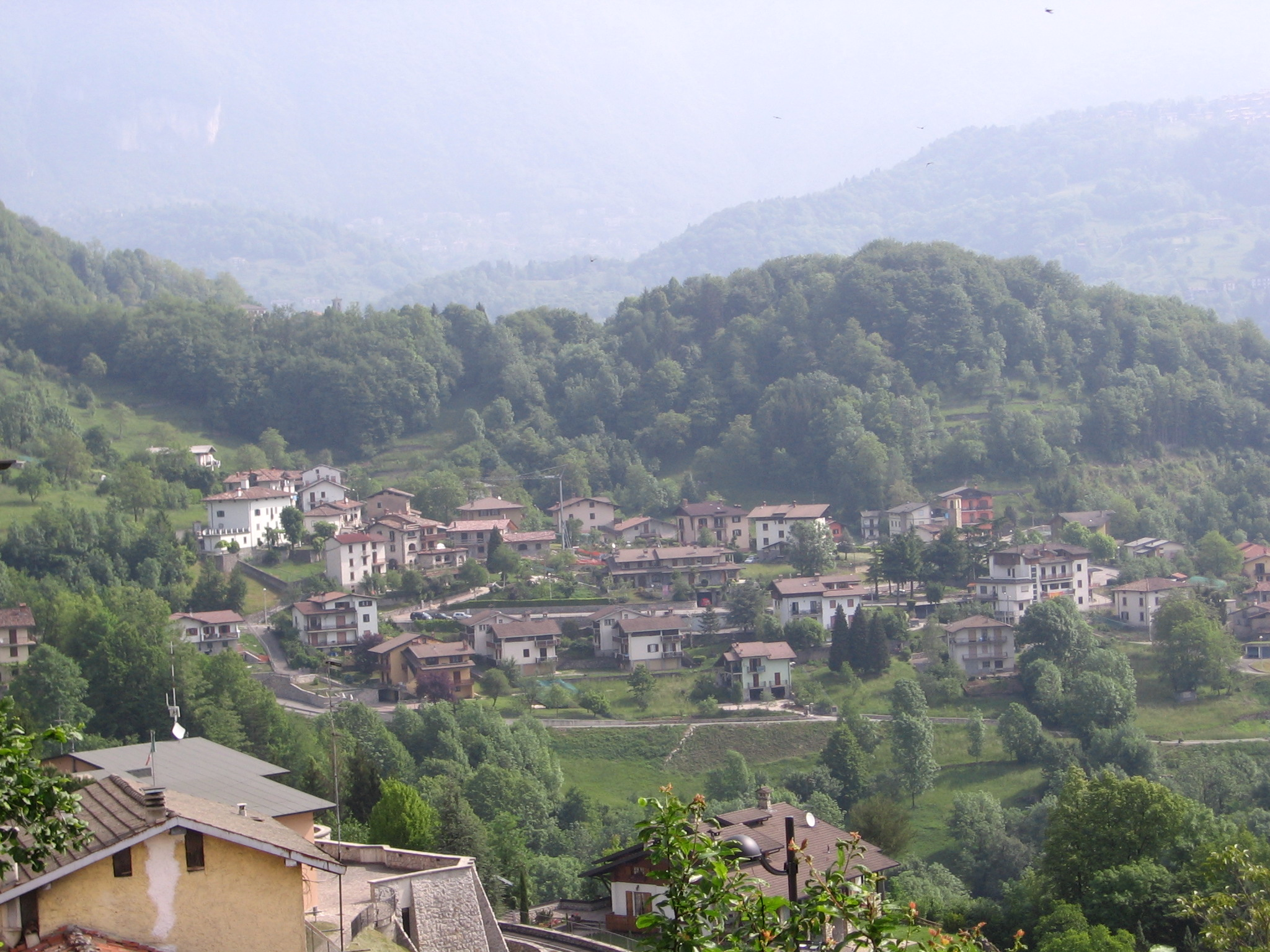

Населення за роками:

Станом на 1 січня 2023 року в муніципалітеті офіційно проживало 36 іноземців з 14 країн, серед них 9 громадян країн Євросоюзу.

## Сусідні муніципалітети
- Альгуа
- Коста-Серина
- Сан-Пеллегрино-Терме
- Цоньо